# (300219) 2006 WN187
(300219) 2006 WN187 es un asteroide perteneciente al cinturón de asteroides, región del sistema solar que se encuentra entre las órbitas de Marte y Júpiter, descubierto el 23 de noviembre de 2006 por el equipo del Mount Lemmon Survey desde el Observatorio del Monte Lemmon, Arizona, Estados Unidos.

## Designación y nombre
Designado provisionalmente como 2006 WN187. 

## Características orbitales
2006 WN187 está situado a una distancia media del Sol de 3,063 ua, pudiendo alejarse hasta 3,496 ua y acercarse hasta 2,631 ua. Su excentricidad es 0,141 y la inclinación orbital 9,017 grados. Emplea 1958,65 días en completar una órbita alrededor del Sol.

## Características físicas
La magnitud absoluta de 2006 WN187 es 15,4. 